# Brachyhypopomus pinnicaudatus
Brachyhypopomus pinnicaudatus, popularmente conhecido como ituí, é um peixe-elétrico da família dos hipopomídeos (Hypopomidae).

## Etimologia
O nome popular "ituí", segundo Antenor Nascentes, deriva do tupi itu'i e foi registrado pela primeira vez em 1911. O nome genérico Brachyhypopomus é formado pelo grego brachýs- (βραχύς), "curto", -hypó- (ὑπό, "abaixo", e -pō̃ma (πῶμα), "cobertura". Já o epíteto específico pinnicaudatus deriva do latim pinna, "pena", e caudatus, "com cauda", em referência à aparência comprimida e semelhante a uma pena do filamento caudal dos machos.

## Descrição
Espécie de corpo esguio com filamento caudal característico, alcançando até 18,6 centímetros de comprimento total em machos ou indivíduos não sexados. Apresenta entre 172 e 191 raios moles anais e cerca de oitenta vértebras, evidenciando alta eficiência na locomoção elétrica.

## Distribuição e habitat
Brachyhypopomus pinnicaudatus possui ampla distribuição nas drenagens dos rios Amazonas, Beni, Madre de Dios e Caiena, abrangendo os territórios do Brasil, Bolívia, Peru e Guiana Francesa. Não há registros conhecidos em lotes de museus para localidades mais a oeste ao longo da costa norte da América do Sul, embora tenha sido relatado no rio Commewijne, no leste do Suriname. No Brasil, a espécie ocorre amplamente nas bacias dos rios Solimões-Amazonas, Trombetas, Madeira-Guaporé, Tapajós, Tocantins, Mearim, Negro, Paru, Purus e na foz do Xingu, nos estados do Amazonas, Pará, Amapá, Rondônia e Maranhão.
A espécie é encontrada nas margens de corpos d’água calmos, com baixa condutividade e, frequentemente, com baixos níveis de oxigênio (hipóxicas a anóxicas). Sua descarga elétrica é bifásica, apresentando padrões distintos entre os sexos: simétrica nas fêmeas e assimétrica nos machos, nos quais a segunda fase é mais longa que a primeira. Brachyhypopomus pinnicaudatus ocorre principalmente em sistemas de várzea com condutividade intermediária (30–90 µS/cm) e alta (90–250 µS/cm), especialmente em ambientes de águas turvas. Registros em águas de baixa condutividade (5–30 µS/cm), típicas de rios de águas claras ou pretas, são restritos às regiões próximas à confluência com grandes rios de água branca, como nos encontros do rio Negro e do rio Tefé com o rio Amazonas. No entanto, há registros também no rio Tapajós, acima do lago de sua foz. Ao longo de sua distribuição, B. pinnicaudatus é geralmente observada entre macrófitas aquáticas flutuantes ou enraizadas, nas margens de lagos, canais e áreas pantanosas. A espécie tolera hipóxia sazonal ou intermitente por meio de respiração branquial aérea.

## Ecologia
Na região da Guiana Francesa, localidade-tipo da espécie, Brachyhypopomus pinnicaudatus ocorre em simpatria com B. beebei, B. brevirostris e B. regani. Na bacia Amazônica (com exceção do rio Madeira), é registrado em simpatria e sintopia ecológica com B. belindae, B. beebei, B. bennetti, B. brevirostris, B. flavipomus, B. hamiltoni, B. regani e B. walteri; e em alotopia com B. batesi, B. hendersoni e B. sullivani (exceto em zonas de transição entre várzea e terra firme). Na bacia do rio Madeira, B. pinnicaudatus ocorre em simpatria e sintopia com B. arrayae, B. beebei, B. bombilla, B. brevirostris, B. cunia e B. walteri; e em alotopia com B. alberti e B. sullivani.
Brachyhypopomus pinnicaudatus é noctívoro e alimenta-se de larvas de insetos aquáticos, microcrustáceos e outros pequenos invertebrados aquáticos, com predomínio de larvas da família dos quironomídeos (Chironomidae). Exibe resposta de prevenção de interferência quando exposto a descargas harmônicas de congêneres. A reprodução ocorre durante o período de cheia, em populações de macrófitas flutuantes na planície de inundação amazônica. A espécie apresenta respiração branquial aérea, subindo regularmente à superfície para captar bolhas de ar, que são armazenadas em uma câmara branquial visivelmente dilatada. Essa câmara, maior do que a de congêneres que vivem em ambientes normóxicos, se estende em direção à linha média ventral, onde as duas câmaras se encontram em um septo. As lamelas secundárias das brânquias são bem desenvolvidas, com dobras respiratórias largas e finas, tornando o sistema altamente eficiente na captação de oxigênio da água.

## Conservação
A União Internacional para a Conservação da Natureza (UICN) classifica Brachyhypopomus pinnicaudatus como uma espécie pouco preocupante (LC), apesar das poucas informações disponíveis sobre ela. Sua tendência populacional é incerta, mas se sabe que é frequente e razoavelmente abundante em sua área de ocorrência. No momento, não existem riscos que impossibilitem sua sobrevivência. É mantido ocasionalmente em aquários de peixes-elétricos pela coloração pálida noturna e porte moderado, requer tanque com corrente suave e vegetação flutuante para simular seu habitat natural. Em 2018, foi classificado como pouco preocupante (LC) no Livro Vermelho da Fauna Brasileira Ameaçada de Extinção do Instituto Chico Mendes de Conservação da Biodiversidade (ICMBio).
No Brasil, Brachyhypopomus pinnicaudatus está presente em várias áreas de conservação: Estação Ecológica do Jari (ESEC do Jari), Floresta Nacional de Caxiuanã (Flona Caxiuanã), Floresta Nacional do Trairão (Flona Trairão), Reserva Biológica do Abufari (Rebio Abufari), Reserva Biológica do Jaru (Rebio do Jaru), Reserva Extrativista do Lago do Cuniã (Resex Lago do Cuniã), Reserva Extrativista Renascer (Resex Renascer), Área de Proteção Ambiental da Baixada Maranhense (APA Baixada Maranhense), Área de Proteção Ambiental do Arquipélago do Marajó (APA Arquipélago do Marajó), Área de Proteção Ambiental Margem Direita do Rio Negro - Setor Paduari-Solimões (APA Margem Direita do Rio Negro), Reserva de Desenvolvimento Sustentável Mamirauá (RDS Mamirauá), Reserva de Desenvolvimento Sustentável Piagaçu-Purus (RDS Piagaçu-Purus), Reserva Extrativista Rio Cautário (Resex Rio Cautário), Reserva Particular do Patrimônio Natural Laço de Amor Itixi Mitari (RPPN Laço de Amor Itixi Mitari) e Reserva Particular do Patrimônio Natural Paumari do Lago Paricá Sagarana (RPPN Paumari do Lago Paricá Sagarana).